# هنري ديلوناي

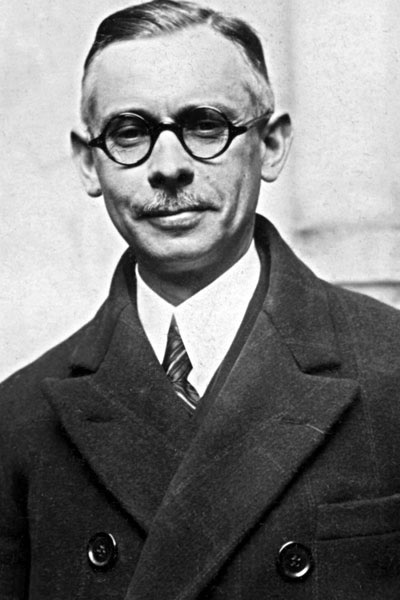
الفرنسي هنري ديلوناي والذي أطلق اسمه على كأس بطولة أمم أوروبا (كأس هنري ديلوناي).

هنري ديلوناي (بالفرنسية: Henri Delaunay)‏ (ولد في باريس،15 يونيو 1883 – 9 نوفمبر 1955) هو حكم وإداري كرة القدم سابق فرنسي، شغل عدة مناصب مهمة في عالم كرة القدم، أهمها منصب أمين عام الاتحاد الأوروبي لكرة القدم منذ إنشائه في 15 يونيو 1954 ولغاية وفاته 1955.

## سيرته
لعب في بداية حياته الكروية مع نادي ذي ستار أوف ذا ليكس (بالفرنسية: Étoile des Deux Lacs)‏ في مسقط رأسه مدينة باريس. ثم أثبح لفترة بسيطة حكماً، لكنه سرعان ما أعلن اعتزالة التحكيم نهائياً بعدما تعرض لحادق أثناء إدارته أحد المباريات. فقد ابتلع صفارته وكسرت أسنانه جراء اصطدام الكرة بوجهه.
بدأ حياته في كمسؤول في رياضة كرة القدم في عام 1905، حيث أصبح رئيساً للنادي الذي لعب معه في السابق نادي ذي ستار أوف ذا ليكس (بالفرنسية: Étoile des Deux Lacs)‏. ثم ترقى وأصبح الأمين العام اللجنة الفرنسية الدولية (بالفرنسية:  Comité français interfédéral )‏، والتي اعتبرت فيما بعد حجر الأساس ونواة إنشاء الاتحاد الفرنسي لكرة القدم. ومنذ تأسيس الاتحاد الفرنسي لكرة القد في 1919، بقي في منصب الأمين العام.
شغل منصب عضو في الاتحاد الأوروبي لكرة القدم، حيث جلس في أورقة إدارته كنائب من عام 1924 حتى عام 1928. عمل جنباً إلى جنب مع مواطنه الآخر جول ريميه، صاحب فكرة كأس العالم لكرة القدم. وكان ديلوناي من أوائل المؤيدين لإنشاء كأس أبطال أوروبا، في أوائل عشرينات القرن الماضي. عمله المشترك مع جول ريميه أدى إلى إنشاء بطولة كرة القدم الأوروبية والتي تعرف باسم بطولة أمم أوروبا، بعد أن اقترح فكرة إنشائها لأول مرة في عام 1927. ثم لعبت أول نسخة للبطولة في 1960.
توفي ديلوناي في عام 1955، أي قبل البطولة الأولى بخمس سنوات (كأس أمم أوروبا 1960). خلفه ابنه بيير ديلوناي في منصب الأمين العام للاتحاد الأوروبي لكرة القدم، وأخذ على عاتقه مسؤولية إكمال ما بدأ به والده.